# 長瀬めぐみ
長瀬 めぐみ（ながせ めぐみ、1982年10月8日 - ）は岐阜県可児市出身の日本の柔道家。78kg級の選手。身長171cm。組み手は右組み。得意技は内股、大外刈。

## 経歴
柔道は11歳の時に始めた。蘇南中学時代は柔道部がなかったので陸上競技部に所属し、砲丸投では県の新記録を樹立した。一方、柔道では全国中学校柔道大会の56kg超級に出場するものの、決勝トーナメント一回戦で一本負けしたが、埼玉栄高校監督の本松好正にスカウトされて埼玉栄高校へ進むことになった。1年の時には金鷲旗とインターハイの3位に貢献した。全国高校選手権78kg級では3位となった。2年の時には金鷲旗で決勝まで進むが、土浦日大高校3年の塚田真希に崩袈裟固で敗れて2位にとどまった。インターハイでも決勝で市立柏高校に敗れた。3年の時には金鷲旗とインターハイで3位だった。なお、インターハイでは3年連続して市立柏高校に敗れた。一方、全日本ジュニアで優勝すると、世界ジュニアでは3位に入った。
2001年には筑波大学へ進学。1年の時には優勝大会でチームの優勝に貢献した。全日本ジュニアでは2位にとどまったが、正力杯では決勝で帝京大学1年の堀江久美子を破って優勝を飾った。2年の時は学生体重別決勝で堀江を破って2連覇を達成するが、優勝大会では3位だった。全国女子体重別でも3位になった。3年の時には選抜体重別、優勝大会、ユニバーシアードと3位が続いた。学生体重別では決勝で淑徳大学2年の中沢さえに敗れて3連覇はならなかった。講道館杯では3位だったが、ロシア国際では決勝でフランスのセリーヌ・ルブランを有効で破って優勝した。4年の時には選抜体重別、優勝大会、学生体重別と3位が続いた。チェコ国際では優勝を飾った。
2005年に大学を卒業し、了徳寺学園の1期生となった。実業個人選手権では優勝を飾った。2006年には講道館杯の決勝で堀江を破りシニアの全国大会でようやく初優勝を飾った。福岡国際では3位だった。2007年のチェコ国際では2年ぶりに優勝を飾った。その後は大きな実績を上げることなく引退した。男子のようにスケールの大きな力強い柔道を展開する選手として、ジュニア時代からポスト阿武教子の期待を集めた選手だったものの、腰の持病などもあって結果として代表になるまでには至らなかった。長身で力が強かったので内股や大外刈を多用したが、担ぎ技を覚えておけば技の幅が広がりもう少し活躍できたかもしれないので、若いうちは体型に拘らず色々な技を試して身に付けた方が良いと本人は語っている。
引退後は2012年に岐阜県で開催された国体のために地元チームの女子強化コーチとなった。さらには、埼玉栄高校柔道部のコーチを務めると、選手とともに寮生活も始めて2013年のインターハイ優勝に一役買うことになった。一方で、73kg級の元強化指定選手で同じ了徳寺学園の職員だった井上安弘と結婚して井上姓となると、2014年には井上の地元の佐賀県へ移った。

## 主な戦績
- 1998年 - 金鷲旗 3位
- 1998年 - インターハイ 3位
- 1999年 - 全国高校選手権 3位
- 1999年 - 金鷲旗 2位
- 1999年 - インターハイ 2位
- 2000年 - 金鷲旗 3位
- 2000年 - インターハイ 3位
- 2000年 - 全日本ジュニア 優勝
- 2000年 - 世界ジュニア 3位
- 2001年 - ブルガリア国際 3位
- 2001年 - 優勝大会 優勝
- 2001年 - 全日本ジュニア 2位
- 2001年 - 正力杯 優勝
- 2002年 - 学生体重別 優勝
- 2002年 - 優勝大会 3位
- 2002年 - 全国女子体重別 3位
- 2003年 - 選抜体重別 3位
- 2003年 - 優勝大会 3位
- 2003年 - ユニバーシアード 3位
- 2003年 - 学生体重別 2位
- 2003年 - 講道館杯 3位
- 2004年 - ロシア国際 優勝
- 2004年 - 選抜体重別 3位
- 2004年 - 優勝大会 3位
- 2004年 - 学生体重別 3位
- 2005年 - チェコ国際 優勝
- 2005年 - 環太平洋柔道選手権大会 2位
- 2005年 - 実業個人選手権 優勝
- 2006年 - 実業個人選手権 3位
- 2006年 - 講道館杯 優勝
- 2006年 - 福岡国際 3位
- 2007年 - チェコ国際 優勝
- 2008年 - 実業個人選手権 2位
- 2009年 - 実業個人選手権 3位(70kg級)
- 2010年 - 実業個人選手権 3位(70kg級)

(出典、JudoInside.com)